# ファーストの会
ファーストの会（ファーストのかい）は、日本の政治団体である。東京都の地域政党「都民ファーストの会」を母体に、国政進出を目指し結成された中道保守政党である。

## 党史

### 2021年衆院選
2021年10月3日、記者会見で党名「ファーストの会」を発表し、都民ファーストの会代表・荒木千陽が新党の代表を兼任すると表明。同年中に行われる衆議院議員総選挙に東京都を中心とする小選挙区及び比例区の候補者公募をすることを発表した。政治団体としては9月27日付で設立していた。
同月11日、公式サイトで基本政策を公表し、憲法への自衛隊明記や原発依存脱却、新型コロナウイルス対策のロックダウン（都市封鎖）を可能とする法制の整備や、海外からの入国者を対象とした水際対策の強化を提起。この他、若年層を対象とした所得税減税や、飲食店を「原則屋内禁煙」とする都基準の厳格な受動喫煙対策を全国に展開することなどを盛りこんだ。
同月15日、次期衆院選での候補者擁立断念が発表された。 荒木は、「戦後最短の日程で公示日が早まったことなどを受け、都民の期待に沿う戦いは難しいと判断し、次の国政選挙にむけて取り組んでいく」などとするコメントを発表した、複数の現職都議が「くら替え」する案や新党結成を目指していた参議院議員の上田清司らと協議、協力する案などが上がっていたが、いずれも不調に終わったのが原因だという。

### 2022年参院選
2022年4月1日、国民民主党と、同年夏の参議院選挙において、互いの候補者に推薦を出し合うことで合意した。これに伴い、荒木が国民民主党と連合東京の推薦を受けて東京都選挙区（改選議席数６）から立候補したが、7月10日の投開票の結果、34人中10位で落選した。

### 2024年衆院補選・第50回衆院選
参議院選挙以降は活動停止状態が続いていたが、2024年3月29日、柿沢未途の不祥事による衆議院議員辞職に伴う東京都第15区補欠選挙に、作家の乙武洋匡を擁立する方向で最終調整に入ったと報じられた。ファーストの会では役員が改選され、代表に森村隆行、副代表に乙武が就任した。これを受けて、4月2日、自由民主党の茂木敏充幹事長は自党の公認候補擁立を断念し、乙武を推薦する方針を明らかにしていたが、乙武が11日に推薦依頼を出す予定がないと表明したこともあり、4月12日になって自民党は乙武の推薦を見送ると発表した。4月28日の投開票の結果、乙武は9人中5位で落選した。
同年10月11日、同月の第50回衆議院議員総選挙でも前回に引き続き候補者を擁立せず、国民民主党を支援する方針を明らかにした。森村は「党内や他党、有権者などさまざまな要因を検討してベストだと考えた。国民民主との関係性が醸成されていたことが大きい」と説明した。一方、都民ファーストの会の特別顧問を務める小池百合子東京都知事は同日、衆院選への対応について「ファーストの会でお決めになること。私は都民ファの特別顧問ですが、ファーストの会の特別顧問は務めていません」と述べるにとどめ、その後小池は独自に公明党や自民党の候補者の応援に入った。

## 政策

### 綱領
「国民ファースト」「情報公開」「賢い支出（ワイズスペンディング）」そして「持続可能性」を四つの大原則として掲げている。以下はその詳細である。

### 外交・安保
グローバル化が進んだ冷戦後の国際社会の中で、平和と安全を守るために平和主義を掲げ、アジア諸国をはじめとする多くの国々の発展に貢献してきた国際社会からの信頼をもってリーダーシップを果たしていくことが日本の役割であるとしている。また、専守防衛を旨としながら現実的な態勢の整備を進める必要があり、これまで人類の紛争の歴史である水と食料とエネルギーの奪い合いに対し、科学力と包摂力で、解決策を生み出すとしている。

### 内政
明治以来の中央集権体制は各地域が固有の価値や魅力を活かしながら、持続可能かつ自立的な行政運営を行うことへの足かせになりかねないとし、財源・権限を含めた地方分権を進めることにより、多様で特色ある国土の魅力を引き出し、未来に向けた価値を創出していくとしている。

### 社会
多様性（ダイバーシティ）と包摂性（ソーシャル・インクルージョン）は未来に繋がる豊かな社会を創る原動力になるものであるとし、女性、若者、子ども、シニア、障がい者、性的マイノリティ（LGBTQ）などの多様性を大切にし、「人」への投資を最重要視していくとしている。また、先進国の中で最低レベルにあるジェンダーギャップ指数の向上についても優先的に取組むべき喫緊の課題であり、こうした取組を強力に推進することで誰もが生き生きと活躍できる社会を必ずや実現していくとしている。

## 役職

### 役員
2024年3月29日現在。
| 役職           | 氏名       | 現職           |
| -------------- | ---------- | -------------- |
| 代表           | 森村隆行   | 東京都議会議員 |
| 副代表         | 乙武洋匡   | 作家           |
| 代表代行       | 成清梨沙子 | 東京都議会議員 |
| 幹事長         | 尾島紘平   | 東京都議会議員 |
| 総務会長       | 後藤奈美   | 東京都議会議員 |
| 政務調査会長   | 福島理恵子 | 東京都議会議員 |
| 選挙対策本部長 | 村松一希   | 東京都議会議員 |
| 広報本部長     | 龍円愛梨   | 東京都議会議員 |

### 歴代の役員表
| 代表     | 副代表   | 代表代行   | 幹事長   | 総務会長 | 政務調査 会長 | 選挙対策 委員長 | 組織対策 本部長 | 広報本部長 | 女性活躍推進 本部長 | 就任年月   |
| -------- | -------- | ---------- | -------- | -------- | ------------- | --------------- | --------------- | ---------- | ------------------- | ---------- |
| 荒木千陽 | 樋口高顕 | 伊藤悠     | 増子博樹 | 入江伸子 | 山田浩史      | 本橋弘隆        | 村松一希        | 龍円愛梨   | 茜ヶ久保嘉代子      | 2022年6月? |
| 森村隆行 | 乙武洋匡 | 成清梨沙子 | 尾島紘平 | 後藤奈美 | 福島理恵子    | 村松一希        | （廃止）        | 龍円愛梨   | （廃止）            | 2024年3月  |